# Кризская волость
Кри́зская во́лость — историческая административно-территориальная единица Старобельского уезда Харьковской губернии с центром в слободе Кризское.
По состоянию на 1885 год состояла из 4 поселений, 4 сельских общин. Население — 5048 человек (2515 мужского пола и 2533 — женского), 730 дворовых хозяйств.
|                       | Площадь, десятин | В том числе пахотной, дес. |
| --------------------- | ---------------- | -------------------------- |
| Сельских общин        | 15875            | 13294                      |
| Частной собственности | —                | —                          |
| Другой собственности  | 150              | 150                        |
| В целом               | 16025            | 13444                      |

Поселение волости по состоянию на 1885 год:
- Кризская — бывшая государственная слобода в 18 верстах от уездного города, 2082 человека, 294 дворовых хозяйства, православная церковь, школа.
- Бондаревка — бывшая государственная слобода при реке Белая, 1357 человек, 195 дворовых хозяйств, православная церковь.
- Сычёвка — бывшая государственная слобода при реке Деркул, 743 человека, 98 дворовых хозяйств, православная церковь.
- Тишковка — бывший государственный хутор, 638 человек, 113 дворовых хозяйств.

Крупнейшие поселения волости по состоянию на 1914 год:
- слобода Кризская — 3261 житель;
- слобода Бондаревка — 2028 жителей;
- слобода Сычёвка — 1219 жителей.

Старшиной волости был Иван Михайлович Давыдов, волостным писарем — Симон Фёдорович Билашев, председателем волостного суда — Андрей Романович Кризский.